# Kagomogomo (vattendrag i Burundi, Bururi, lat -3,97, long 29,70)
Kagomogomo är ett vattendrag i Burundi.   Det ligger i provinsen Bururi, i den sydvästra delen av landet, 70 kilometer sydost om huvudstaden Bujumbura.
Omgivningarna runt Kagomogomo är en mosaik av jordbruksmark och naturlig växtlighet. Runt Kagomogomo är det tätbefolkat, med 343 invånare per kvadratkilometer.